# Romtelecom
Romtelecom es una empresa pública de telecomunicaciones de Rumanía, la más importante del país. Fue fundada como Rom-Post-Telecom en 1989 y como Romtelecom en 1991 en Bucarest. La mayoría de las acciones están en manos de la empresa de telecomunicaciones griega OTE (54,01 % de las acciones). El Estado rumano también tiene una participación minoritaria del 45,99 % en la compañía.
La empresa tenía un monopolio para la prestación de servicios de telefonía fija hasta el 1 de enero de 2003. Actualmente, de acuerdo con los resultados del primer trimestre de OTE Group 2006, Romtelecom tiene 3 835 647 líneas de telefonía fija, frente a los 4 279 038 al final del primer trimestre de 2005. Romtelecom también tiene una participación del 30 % en el operador móvil Cosmote Rumania.